# Selwyn Sese Ala
Selwyn Sese Ala (14 agosto 1986 – 9 novembre 2015) è stato un calciatore vanuatuano, di ruolo difensore.

## Carriera

### Club
Ha giocato in patria con Amicale e Spirit 08.

### Nazionale
Ha esordito con la Nazionale vanuatuana nel 2011, giocando 9 partite in tutto.